# Rudolf Köppler
Rudolf Köppler (* 23. März 1936 in Berlin; † 23. April 2025 in Günzburg) war ein deutscher Politiker (SPD) und Jurist. Er war von 1970 bis 2002 Oberbürgermeister der Stadt Günzburg.

## Leben und Beruf
Nach dem Abitur im Jahr 1955 am Tannenberg-Gymnasium in Berlin-Lichterfelde absolvierte Rudolf Köppler ein Studium der Rechts- und Staatswissenschaften an der Freien Universität Berlin und der Friedrich-Alexander-Universität Erlangen. Dieses schloss er mit zwei Prädikatsexamina ab: Erste Juristische Staatsprüfung (Referendarexamen, 1959) und Zweite Juristische Staatsprüfung (Assessorexamen, 1963).
Der Promotion zum Dr. jur. mit der verfassungsrechtlichen Dissertation Die Mitwirkung bei der politischen Willensbildung des Volkes als Vorrecht der Parteien. Ein Beitrag zur Auslegung des Art. 21 Abs. 1 Satz 1 des Grundgesetzes folgten Tätigkeiten als Dozent an der Verwaltungs- und Wirtschaftsakademie sowie an der Hochschule Neu-Ulm.
Nach dem Studium der Rechts- und Staatswissenschaften in Berlin und Erlangen absolvierte er den Vorbereitungsdienst als Rechtsreferendar beim Amtsgericht Erlangen, beim Landgericht Nürnberg-Fürth, beim Finanzamt Günzburg, bei der Regierung von Mittelfranken, beim Landratsamt Erlangen sowie in einer Rechtsanwaltskanzlei.
Nach dem zweiten Staatsexamen erhielt er eine Anstellung als Regierungsassessor bei der Regierung von Mittelfranken und beim Landratsamt Scheinfeld. Nach der Ernennung zum Regierungsrat wurde er wissenschaftlicher Mitarbeiter beim Oberbundesanwalt am Bundesverwaltungsgericht in Berlin. Nach der Ernennung zum Oberregierungsrat war er als Referent bei der Landesanwaltschaft beim Verwaltungsgericht München tätig.
Rudolf Köppler war verheiratet und hatte drei Kinder.

## Partei
Köppler war ab 1959 Mitglied der SPD, in Erlangen Vorsitzender des Sozialdemokratischen Hochschulbundes, in Berlin-Friedenau Schatzmeister der Sektion, in Günzburg Vorsitzender der Schiedskommission des Unterbezirks.

## Mandate
Er war seit 1972 Mitglied des Kreistages und in dieser Zeit u. a. Fraktionsvorsitzender und Mitglied des Kreisausschusses. Von 1978 bis 2003 war er Mitglied des Bezirkstages von Schwaben, in dieser Zeit war er u. a. stellvertretender Fraktionsvorsitzender, Mitglied des Bezirksausschusses und stellvertretender Bezirkstagspräsident.
Im Jahr 1970 wurde er zum Oberbürgermeister der Stadt Günzburg gewählt und fünfmal wiedergewählt bis zum Ende der Wahlperiode 1996–2002. Erfolgreich unterstützte er seinen SPD-Nachfolger Gerhard Jauernig bei der Wahl 2002.

## Literarisches
Als Verfasser von Fachbüchern (z. B. „Die erfolgreiche Bürgerversammlung. Recht und Praxis einer demokratischen Chance“, Boorberg, Stuttgart, ISBN 3-415-01700-1) sowie juristischen Abhandlungen („Kommunalwahlbeamtengesetz und Parteienprivileg“, „Probleme der Rechtsaufsicht über Große Kreisstädte“, Richard Boorberg Verlag, München et al.) und publizierten Vorträgen (z. B. „Der Aufbruch ins Verhängnis“, „Einigkeit in Recht und Freiheit“, jeweils in der Schriftenreihe der Volkshochschule Günzburg) hat Köppler des Weiteren Kurzgeschichten, Essays, Satiren und Glossen sowie Gedichte veröffentlicht, u. a. in „Keine laute Provinz. Zeitgenössische Lyriker und Erzähler aus dem Schwäbischen“, Anton H. Konrad Verlag Weißenhorn). Die Beschreibung „Mittelschwaben“ ist Teil des Sammelbandes „Bayrisch Schwaben“, Augsburg 2003. Eine Auswahl der Titel weiterer Publikationen in: „Deutsches Schriftstellerlexikon 2000. Ein Querschnitt durch die deutschsprachige Literatur der Gegenwart“, Verlag des Bundes Deutscher Schriftsteller, mit Hinweisen auf Literatur zum Autor.

## Ehrungen
- Altbürgermeister der Stadt Günzburg
- 1988: Kommunale Verdienstmedaille
- 1984: Bundesverdienstkreuz am Bande
- 1994: Bundesverdienstkreuz Erster Klasse
- 1995: Ehrenring der Stadt Günzburg
- 1999: Medaille des Bezirks Schwaben
- 2002: Ehrenkreuz der Bundeswehr
- Ehrenbürger der Stadt Lannion, Bretagne